# Apponyi

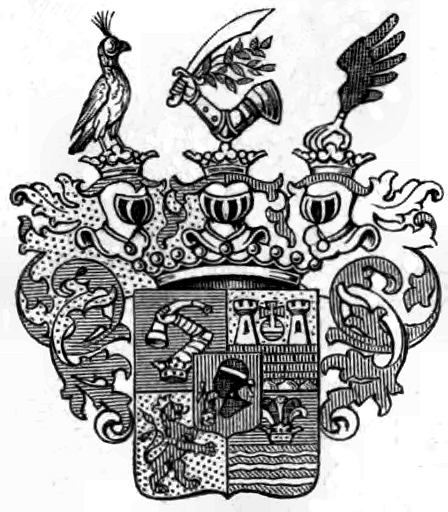
Wappen der Grafen Apponyi von Nagy-Apponyi 1739

Die Grafen Apponyi von Nagy-Apponyi, auch Appony (französisch: de Nagy-Appony) sind ein altes ungarisches, sodann auch österreichisches Adelsgeschlecht.

## Geschichte
Dieses alte ungarische Geschlecht geht auf den 1305 urkundlich erwähnten Aladarius de Péch zurück. Dessen bereits 1240 im Komitat Győr-Moson-Sopron erwähntes Rittergeschlecht war vermutlich zur Zeit König Andreas II. aus Westen ins Komitat Raab (Győr) gekommen und teilte sich später in sechs Linien auf, zu denen die Péci von Péc und die Treutel gehörten. Aladarius hatte zwei Söhne, Thomas, den Kastellan von Burg Cseits und Berencz, und Nikolaus, der um das Jahr 1315 als Obergespan im Komitat Hont lebte. Beide erlangten von Karl I. von Ungarn die Donation der Güter Berencz und Kiss-Eör sowie 1317 jene von Veczka (bei Radosóc), Nagybánya, Nadány, Sipko, Kulpud und Ujick.
Abraham Ruffus de Peczh (auch Peech) war Castellan von Cseits, Ujvar und Berencz und 1343 Gesandter König Ludwigs I. von Ungarn bei Papst Clemens VI. Im Jahr 1369 bestätigte der König den Söhnen des Thomas Ruffus de Peczh, Stephan und Peter, die Güter Nagy-Bany, Zeplak, Nadan und andere.

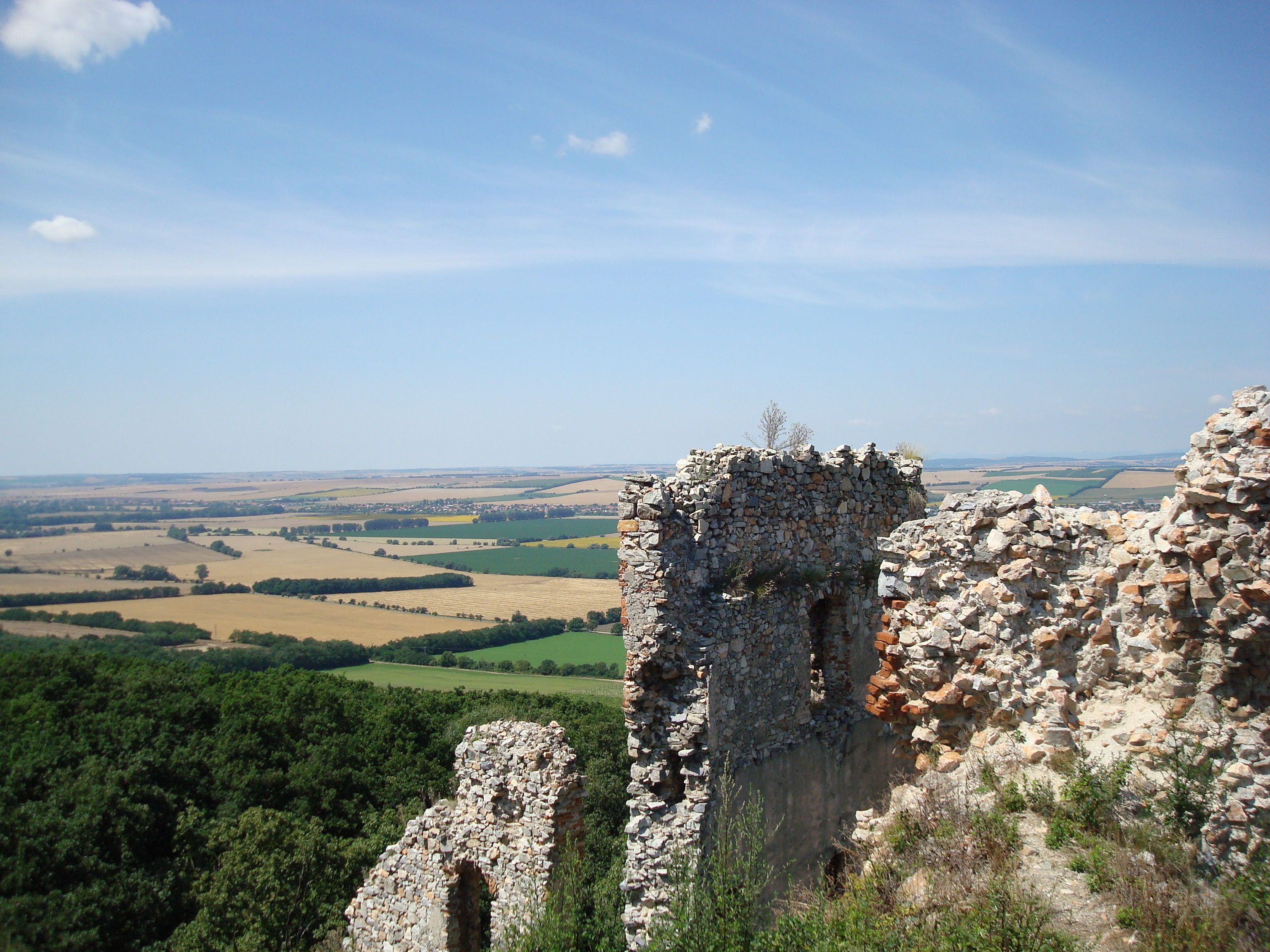
Ruine der Burg Appony

Magister Thomas Ruffus de Peczh tauschte 1392 mit Kaiser Sigismund Schloss und Herrschaft Cseklész mit allen in und um Pressburg gelegenen Gütern und Besitzungen sowie der Schiffsmaut auf der Donau gegen die bereits im 13. Jahrhundert erbaute Burg und Herrschaft Appony (deutsch: Groß-Apponitz, heute Oponice in der Slowakei) im Neutraer Komitat, von der sich für ihn und seine Nachfahren Titel und Prädikat ableiteten.
Georg von Apponyi fiel 1594 auf dem Schlachtfeld gegen die Türken. Der Bezirkshauptmann Pál Apponyi (1564–1624) (Paul von Appony) unterschrieb das Wiener Traktat von 1606 im Auftrag des siebenbürgischen Fürsten Stephan Bocskai. 1618 wurde er vom Reichstag zu den Berichtigungsverhandlungen der Grenzen zwischen Ungarn und Mähren delegiert. 1606 wurde er mit seinem Bruder Péter Apponyi zum Baron erhoben. Am 27. November 1607 wurde er zu Prag in die Landmannschaft von Mähren aufgenommen. 1622 wurde er Kronhüter, dann Baro tabulae Judiciorum octavalium. Aus einem anderen, ausgestorbenen Zweig der Familie erhielt Balázs Apponyi 1624 den Rang eines Barons.
Um dieselbe Zeit zeichnete sich Niklas von Apponyi durch Kriegstaten aus und focht in den Schlachten von Keresztes und Stuhlweißenburg mit großer Tapferkeit. Niklas der Jüngere war mit einer Schar eigener Waffenknechte an der Wiedereroberung der Festung Ofen beteiligt.
Lazar Graf von Appony, Sohn des Obigen, wurde wegen seiner ausgezeichneten Dienste mit Diplom vom 16. Februar 1718 zu Wien von Kaiser Karl VI. in den Freiherrenstand, und vom selben mit Diplom vom 30. Mai 1739 zu Laxenburg in den Grafenstand erhoben. Aus einer jüngeren Apponyischen Linie erlangten Joseph Apponyi de Nagy-Apponyi, ein Sohn von Paul Apponyi und Johanna Gräfin von Herberstein und Enkel von Johann Apponyi und Therese Freiin von Korlathkeö laut Diplom zu Wien am 8. April 1808 gleichfalls den erbländisch ungarischen Grafenstand.
Während des Aufstands von Franz II. Rákóczi (1703–1711) wurden Burg und Schloss Appony im Jahr 1708 geschleift. Seit dem Jahr 2000 werden die Reste wieder instand gesetzt.
Anton Georg von Apponyi (1755–1817), Herr auf Hőgyész, tat sich als Sammler einer großen Bibliothek sowie Förderer der Musik hervor.
Albert Graf Apponyi spielte als ungarischer Kultusminister vor dem Ersten Weltkrieg sowie als Diplomat danach eine bedeutende politische Rolle. Geraldine Apponyi heiratete 1938 den König Zogu I. von Albanien. Im Großen Jagdschloss, das bis 1940 von Mitgliedern des Geschlechts bewohnt wurde, und heute ein Luxushotel ist, befindet sich auch ein Teil der von Anton Georg Graf Apponyi gegründeten Apponyi-Bibliothek.

## Besitztümer (Auswahl)
Seit 1392 bis 1935 die Herrschaft Nagy-Appony und Kötesd (mit Burg Apponitz in Oponice sowie den beiden Jagdschlössern); die Herrschaft Pálfa (seit Anfang 18. Jh.); Schloss und Herrschaft Hőgyész (von 1773 bis 1939, heute Schlosshotel) und Schloss Eberhardt; die Herrschaft Lengyel; die Majoratsherrschaft Apáti; das Gut Medina im Komitat Tolna und Korlathkeö.

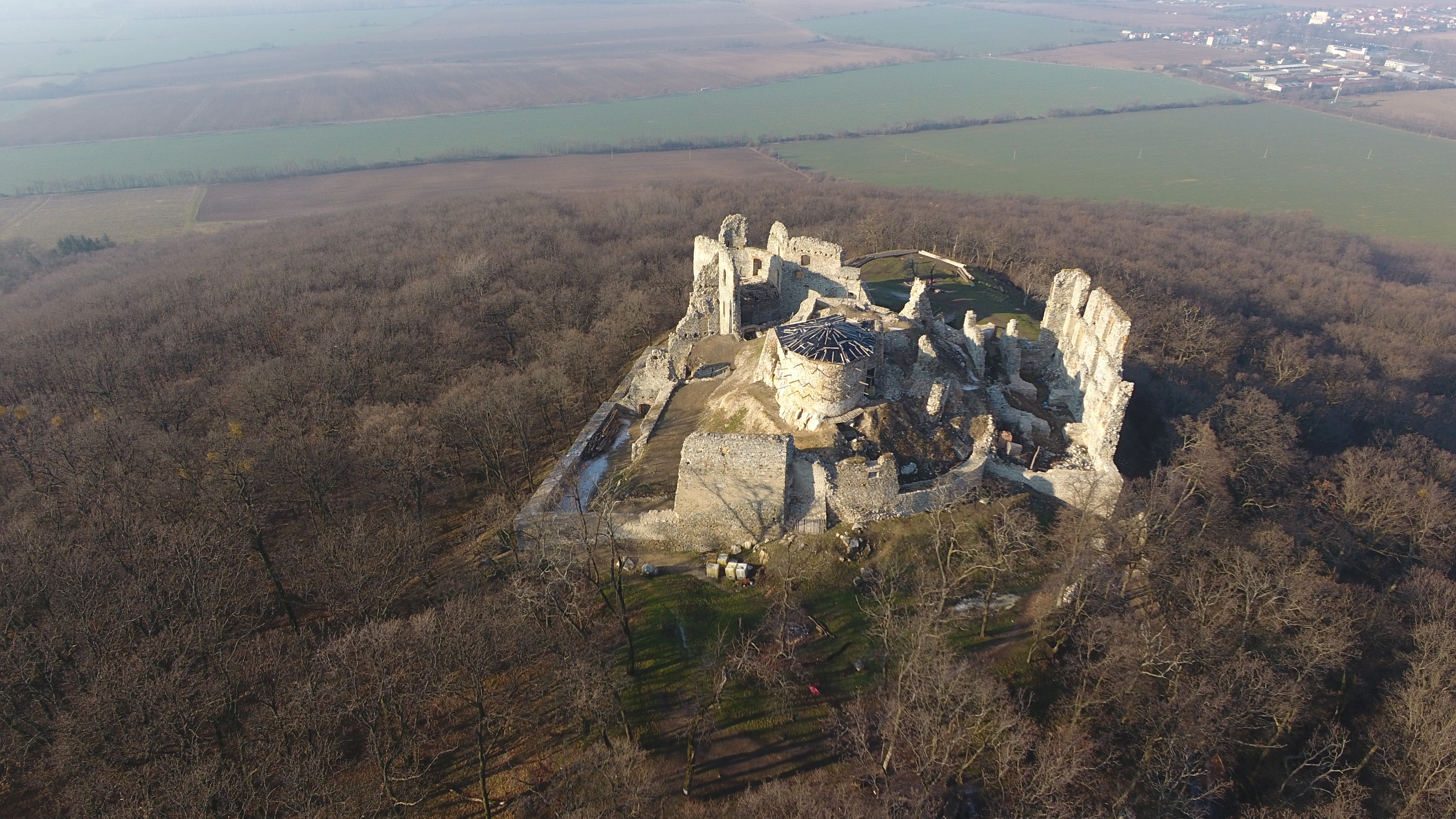
Burg Apponitz (Appony) in Oponice
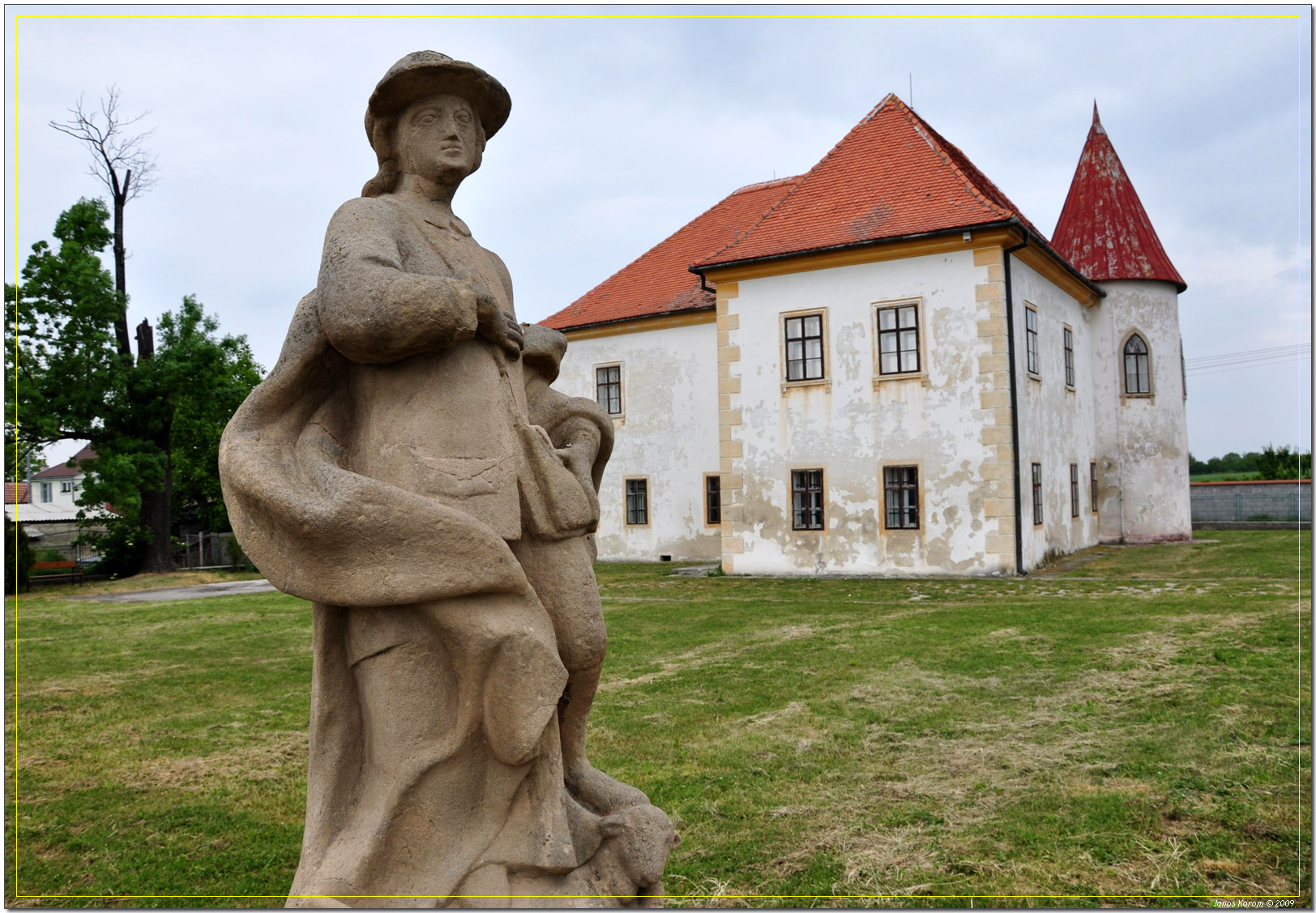
Kleines Jagdschloss Apponitz
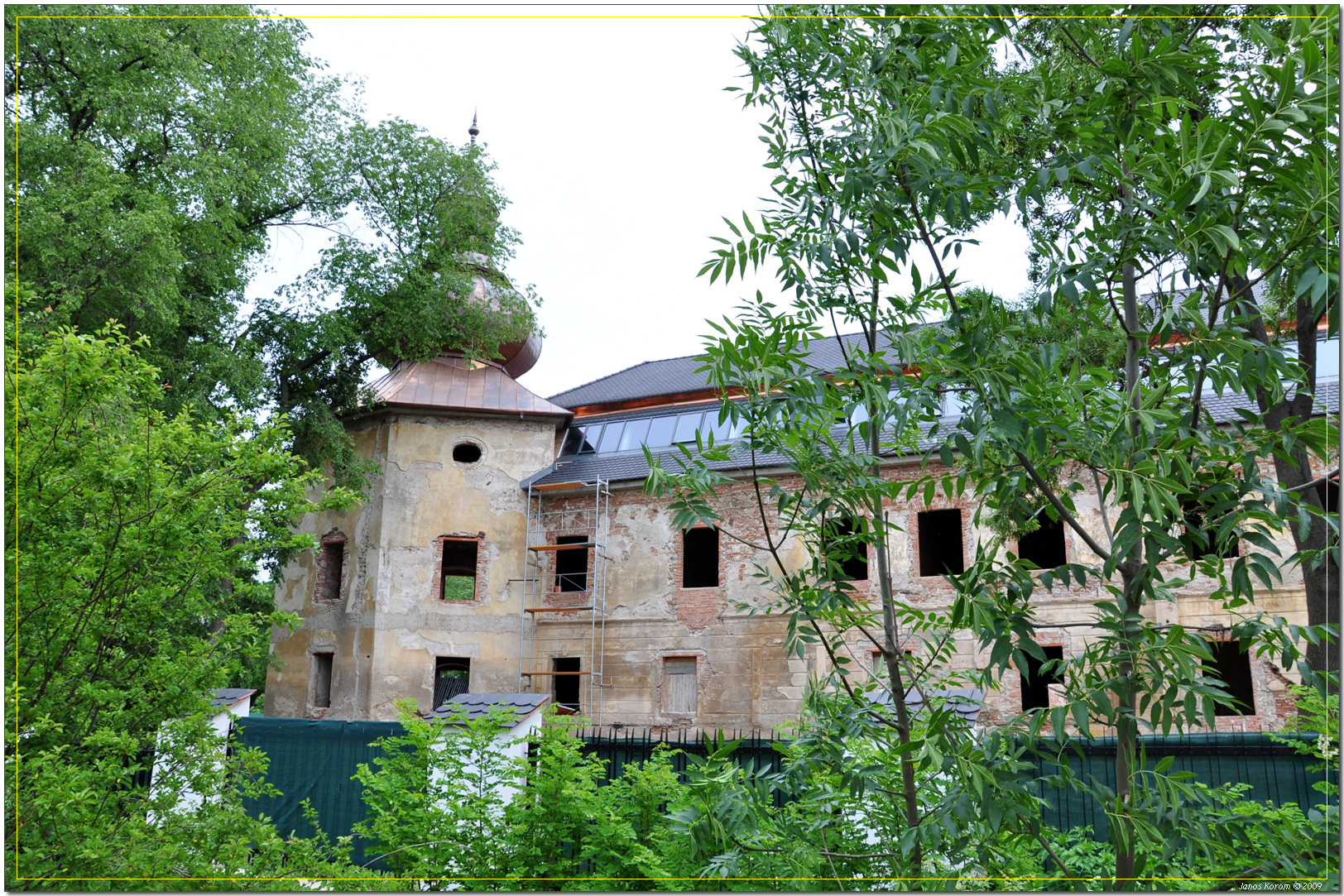
Großes Jagdschloss (während der Renovierung)
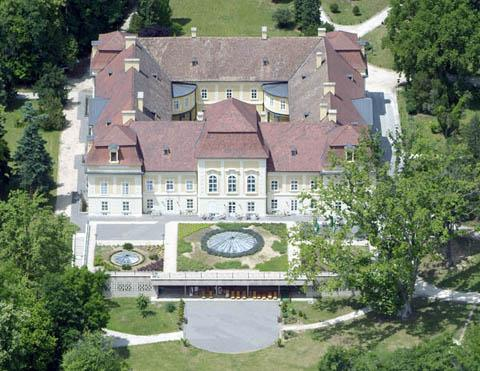
Schloss Hőgyész
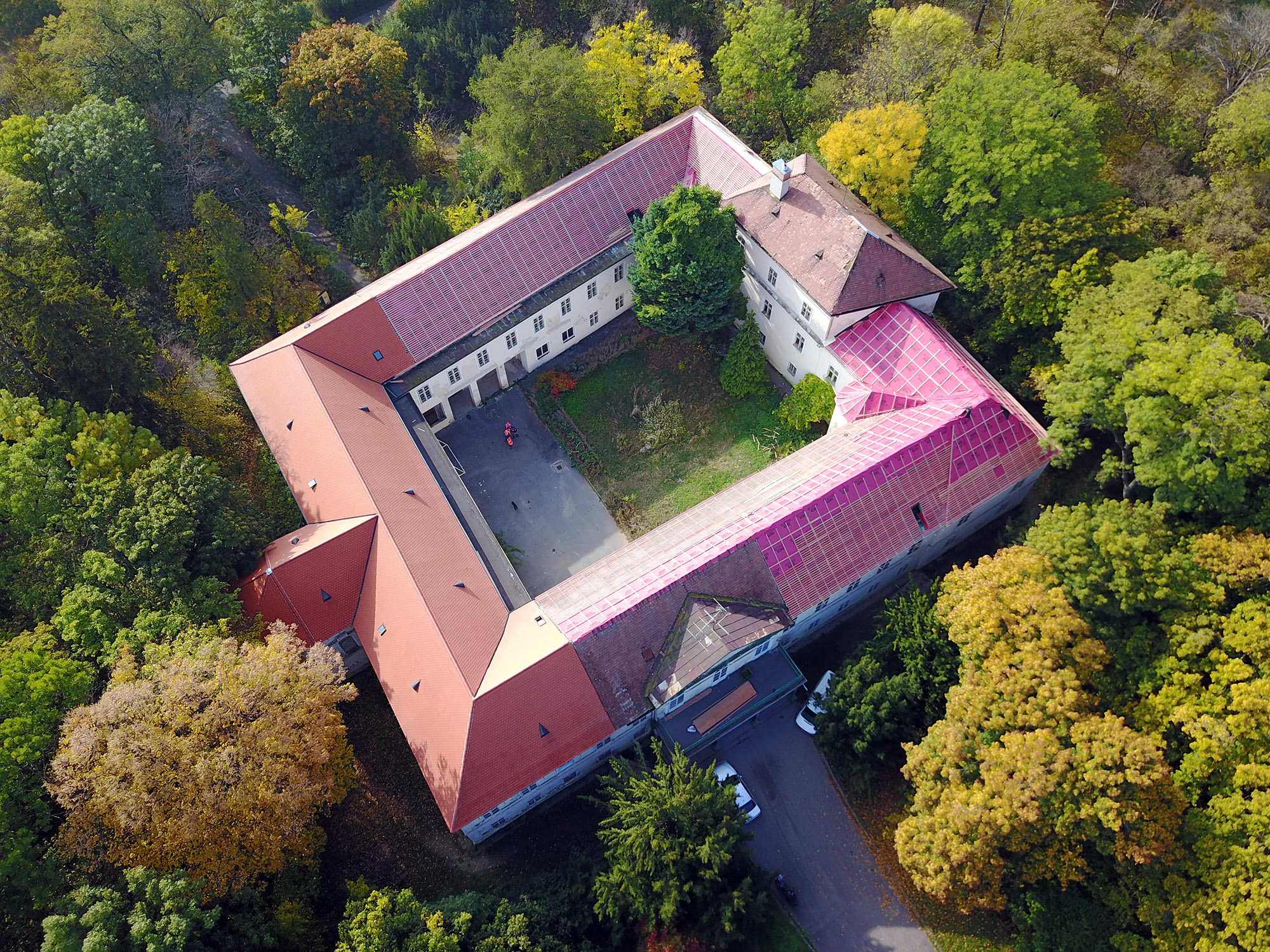
Schloss Malinovo (Eberhard)
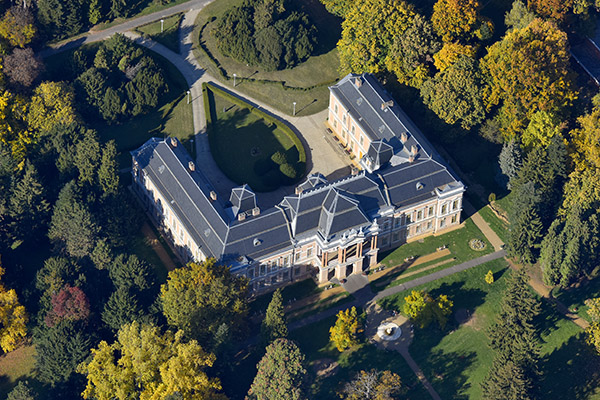
Schloss Lengyel
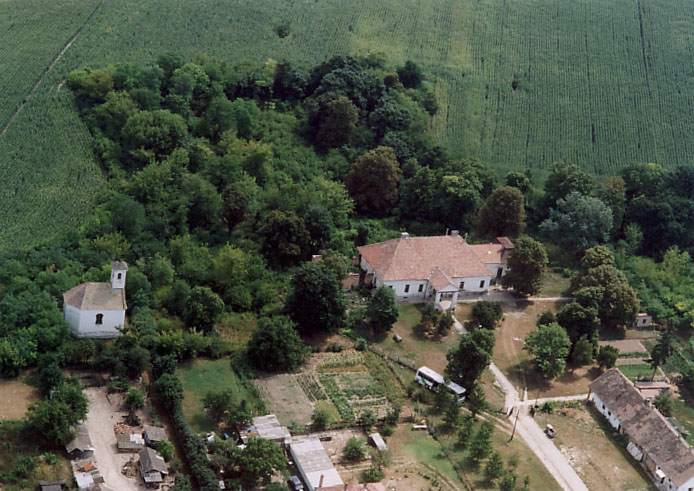
Schloss Medina

## Wappen

Wappen von 1739

1739: Quadrierter Schild mit Mittelschild, in welchem in Rot ein rechtsgewendeter, mit silberner Stirnbinde versehener Mohrenkopf mit einem Teile des Halses und Perlen in dem Ohre steht, der im Munde eine volle abwärts geneigte Rose am blätterigen Stiele hält.
Feld 1 in Blau eine goldene Krone, aus der, nach rechts gebogen, ein geharnischter Arm sich emporstreckt, der in der bloßen Faust ein Hüfthorn mit goldenem Beschlage hält. 2 in Gold eine auf vier Felsspitzen ruhende rote Burgmauer mit zwei Zinnentürmen, zwischen welchen ein blauer Reichsapfel schwebt (stattdessen Einige einen blauen Stern und über demselben ein rotes Tatzenkreuz annehmen). 3 in Gold ein roter, gekrönter, doppelt geschwänzter und einwärtsspringender Löwe. 4 quer geteilt: oben in Blau eine auf der Teilungslinie stehende goldene Krone, aus welcher fünf Straußenfedern, drei silberne und zwei schwarze, nach anderen drei silberne, hervorgehen. Unten in Grün drei silberne wellenförmig gebogene Querbalken, über der Grafenkrone erheben sich drei gekrönte Helme. Auf dem rechten Helme steht ein einwärtssehender behaubter Stoßfalke von natürlicher Farbe. Der mittlere trägt einen freiledig auf dem Ellbogen ruhenden geharnischten Arm, welcher in der Faust einen linksgekehrten Säbel und drei Lorbeerzweige hält und der linke Helm eine Adlersklaue, welche aus einem schwarzen, die Sachsen einwärtskehrenden Adlersflügel hervorragt und auf die Krone des Helmes sich stützt. Die Helmdecken sind rechts blau und golden, links silbern und rot.

## Namensträger
- János Apponyi, Franziskaner im frühen 17. Jahrhundert, soll um 1617/18 eine Erscheinung der Heiligen Katharina von Alexandria gehabt haben, starb aber bald darauf. Zu seiner Verehrung gründete Graf Christoph Erdődy 1618 das Kloster Dechtice (1786 aufgehoben)
- Anton Georg Graf Apponyi von Nagy-Apponyi (1. Dezember 1755 in Pressburg; † 17. März 1817 in Wien), ungarisch Apponyi Antal György, Herr auf Hőgyész, war unter anderem ungarischer Statthaltereirat, dann Geheimrat, Hofkommissar und Präsident der Königlich ungarischen privilegierten Schifffahrtsgesellschaft, außerdem Botschafter in Rom, London und Paris. Der Graf war der Begründer der weltberühmten Apponyi-Bibliothek mit über 50 000 Bänden (darunter eine kostbare Sammlung von Aldinen) in Wien, die 1827 nach Pressburg verlegt wurde. Anton Georg war auch Musikmäzen, Mitbegründer der Gesellschaft der Musikfreunde in Wien 1812, sodann ab 1813 ihr Direktor. Joseph Haydn widmete ihm 1793 seine sechs Streichquartette Op. 71 und Op. 74, die sogenannten „Apponyi-Quartette“; Wolfgang Amadeus Mozarts Klaviersonaten KV 533/494 von wurden erstmals in einem für Graf Apponyi zusammengestellten Band der Gesellschaft der Associierten (1786 gegründet von Baron Gottfried van Swieten) veröffentlicht. Er war verheiratet mit Maria Franziska Josepha Gräfin von Lamberg-Sprinzenstein (1734–1787).[5][6]
- Anton Graf Apponyi von Nagy-Apponyi (1782–1852), Sohn des Obigen, ungarischer Diplomat
- Rudolf Apponyi von Nagy-Appony (1802–1853), ungarischer Diplomat
- Georg Apponyi von Nagy-Apponyi (1808–1899), ungarischer Politiker
- Rudolph von Apponyi (1812–1876), österreichisch-ungarischer Diplomat
- Alexander Graf Apponyi von Nagy-Apponyi (1844–1924), ungarischer Bibliophiler, Sammler
- Albert Graf Apponyi von Nagy-Apponyi (1846–1933), ungarischer Politiker
- Geraldine Apponyi von Nagy-Apponyi (1915–2002), albanische Königin, ab 1938 Gemahlin von König Zogu I. von Albanien

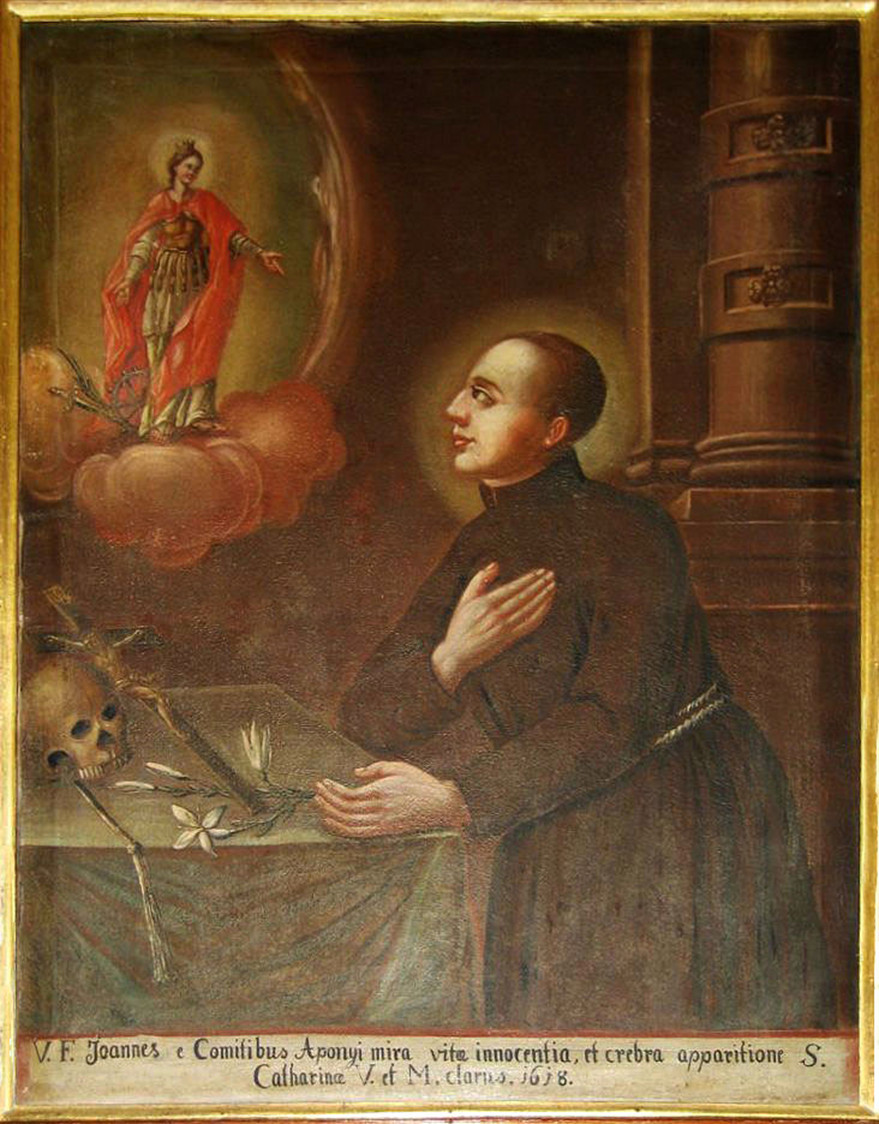
Erscheinung der Heiligen Katharina von Alexandria vor János Apponyi (1618)
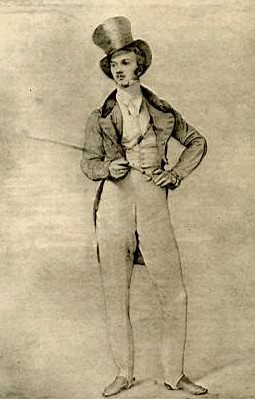
Rudolf Graf Apponyi (1802–1853), ungarischer Diplomat
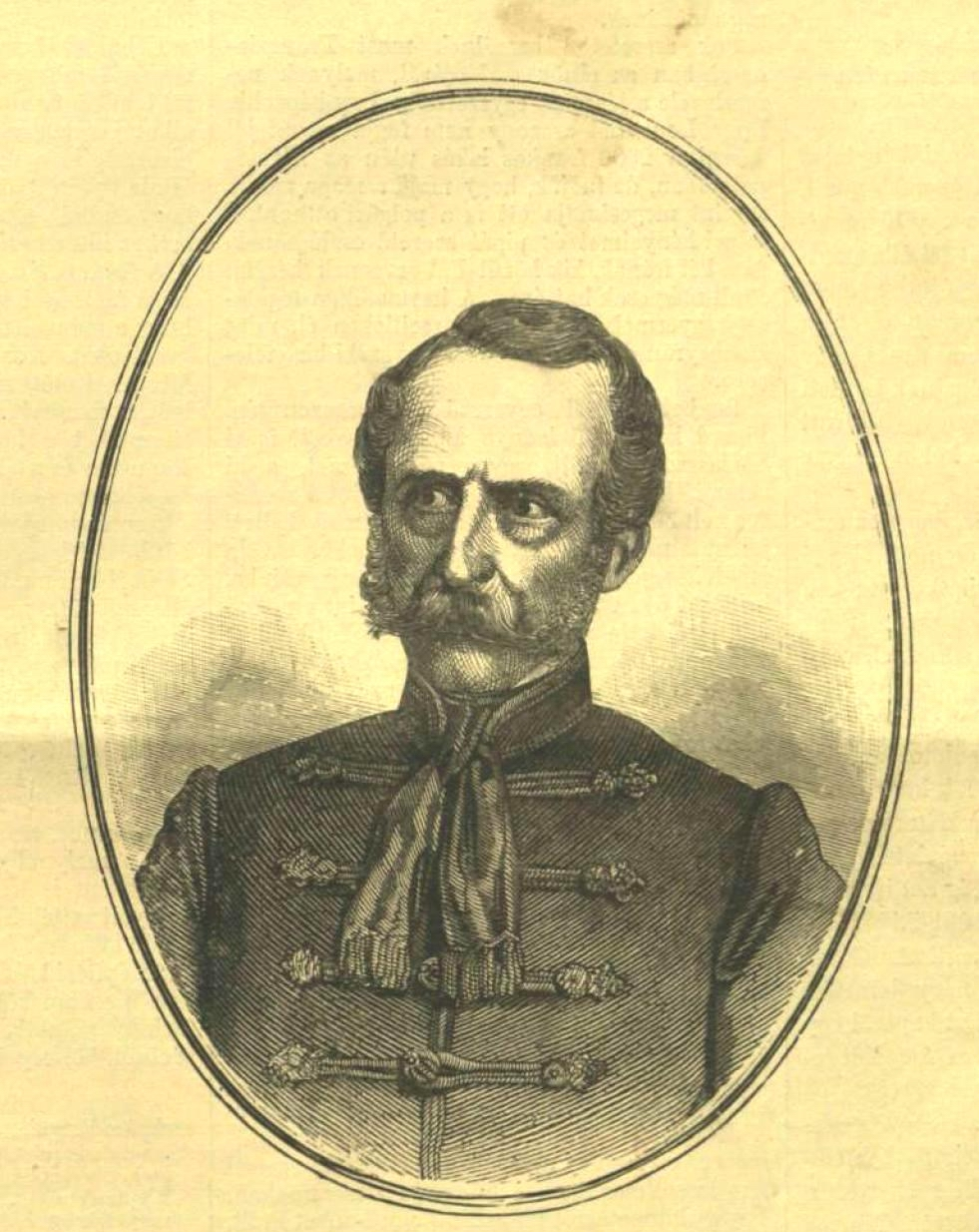
Georg Graf Apponyi (1808–1899), ungarischer Politiker
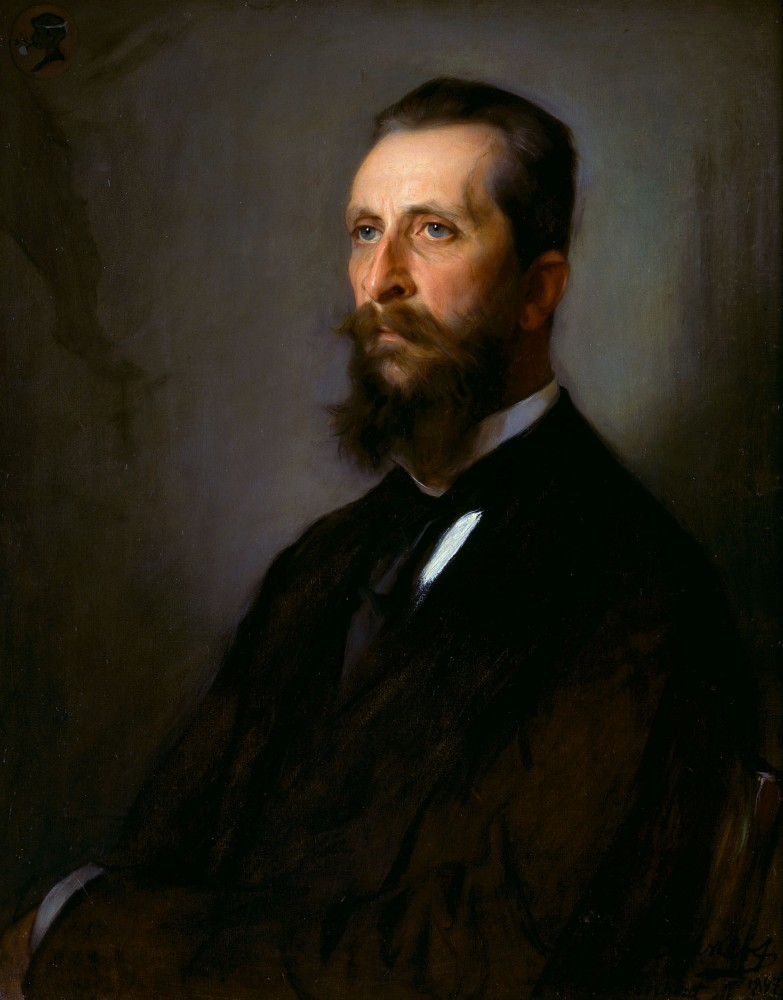
Albert Graf Apponyi (1846–1933), ungarischer Politiker
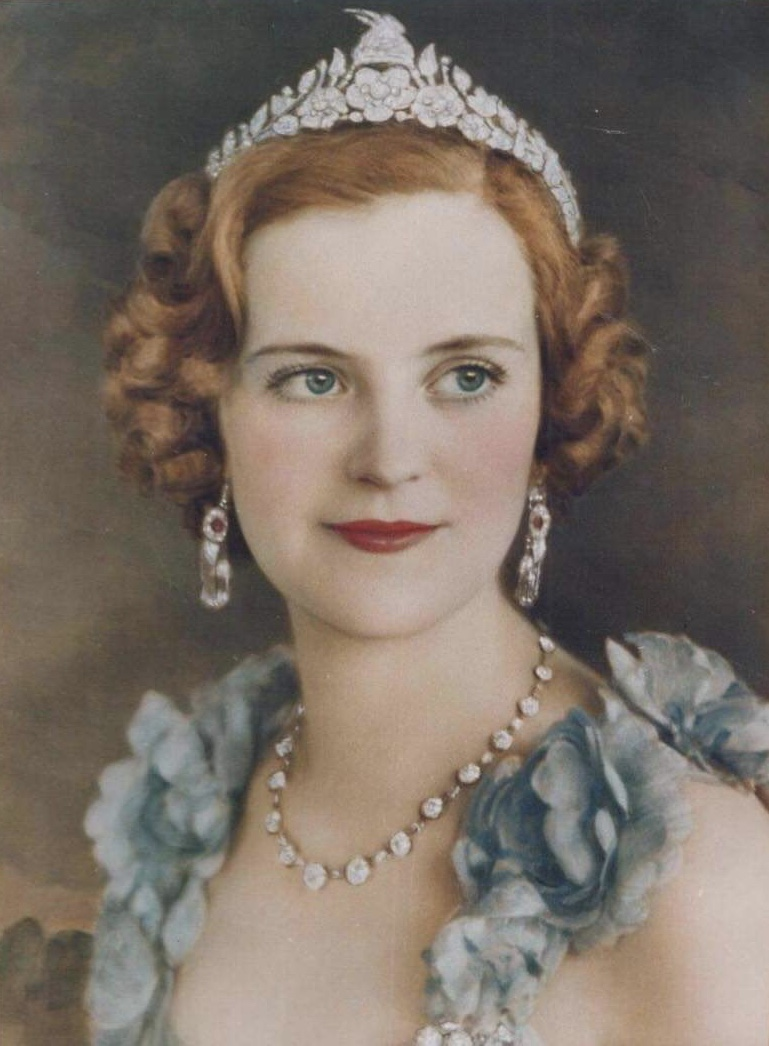
Geraldine von Apponyi (1915–2002), Königin von Albanien